# Paulo Jorge Duarte
Paulo Jorge Rebelo Duarte (ur. 6 kwietnia 1969 w Massarelos) – portugalski piłkarz grający na pozycji obrońcy.

## Kariera piłkarska
Karierę piłkarską Duarte rozpoczął w Boaviście Porto. W 1988 roku zadebiutował w jej barwach w pierwszej lidze portugalskiej. Po roku gry latem 1989 roku przeszedł do União Leiria. W 1990 roku spadł z Leirią z drugiej do trzeciej ligi i na tym szczeblu rozgrywek grał przez jeden sezon.
W 1991 roku Duarte wrócił do pierwszej ligi zostając tym samym zawodnikiem SC Salgueiros. W 1993 roku przeszedł do CS Marítimo, z którym w 1995 roku wystąpił w przegranym 0:2 finale Pucharu Portugalii ze Sportingiem.
W 1995 roku Duarte wrócił do UD Leiria. W 1997 roku spadł z nią do drugiej ligi, ale już w 1998 roku powrócił do pierwszej ligi. W 2001 roku zajął z nią 5. miejsce w lidze, najwyższe w historii klubu. W 2003 roku zagrał w finale krajowego pucharu z FC Porto (0:1). W Leirii grał do 2004 roku, gdy zakończył karierę piłkarską.

## Kariera trenerska
Po zakończeniu kariery piłkarskiej Duarte został trenerem. W 2006 roku został trenerem União Leiria, z którą zajął 7. miejsce w lidze portugalskiej. W Leirii pracował do 2007 roku. W 2008 roku został selekcjonerem reprezentacji Burkiny Faso, którą doprowadził do awansu na Puchar Narodów Afryki 2010. Od czerwca 2009 roku do grudnia 2009 roku pracował w Le Mans Union Club 72. W latach 2012–2013 był trenerem reprezentacji Gabonu. Następnie prowadził tunezyjski CS Saxien, a w 2015 roku ponownie objął stanowisko selekcjonera reprezentacji Burkiny Faso. W latach 2020–2021 był trenerem angolskiego CD Primeiro de Agosto, a w 2021 został selekcjonerem teprezentacji Togo.